# Ярд

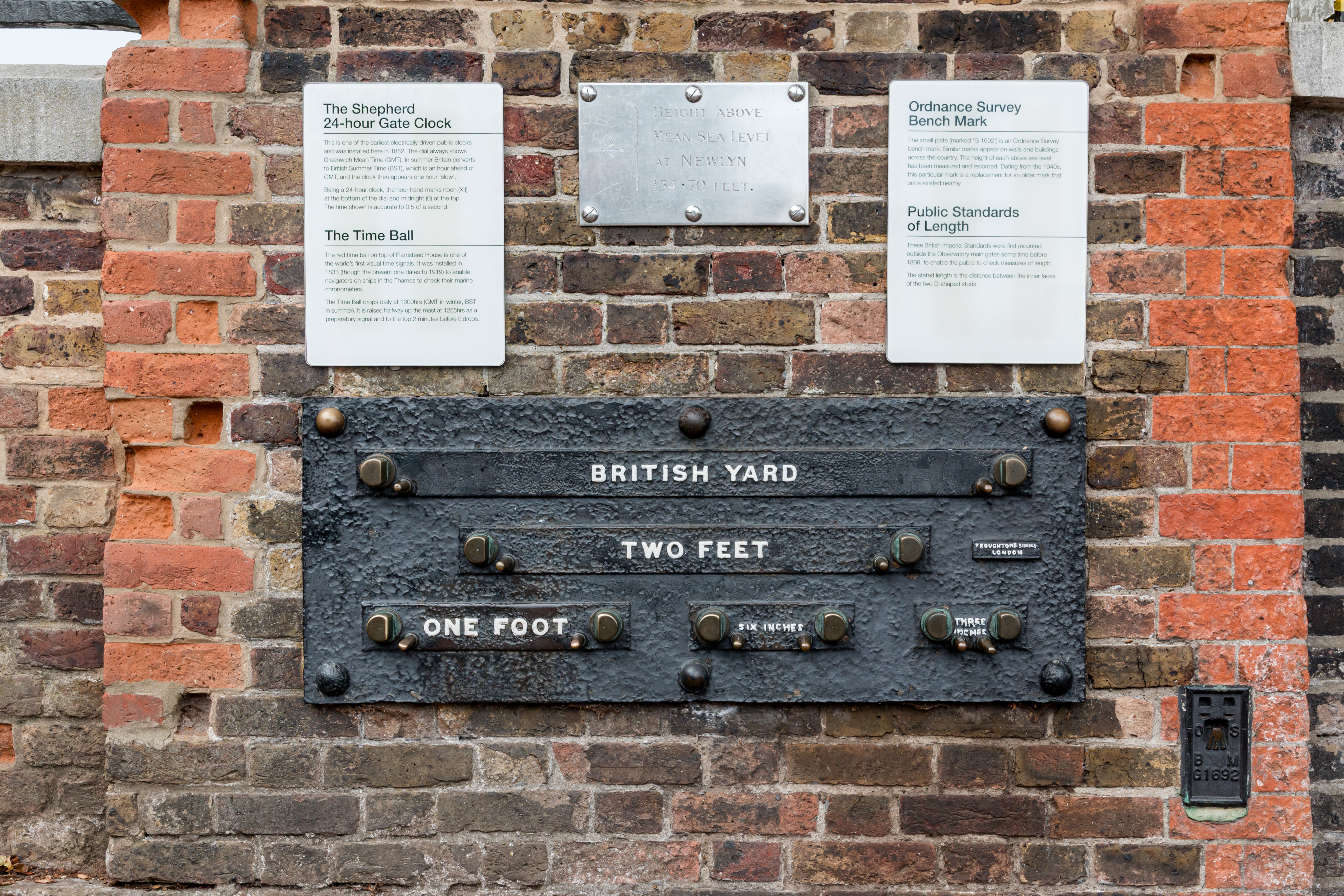
Эталоны длины на стене обсерватории в Гринвиче

Ярд (международное обозначение: yd; англ. yard) — единица измерения длины в английской системе мер, равная 3 футам или 36 дюймам. Соглашением англоговорящих наций с 1 июля 1959 года длина ярда принята равной 0,9144 метра.  1760 ярдов составляют сухопутную милю.

## История
Существует несколько версий происхождения названия и величины ярда. Большая мера длины, названная ярдом, была введена английским королём Эдгаром (959—975) и равнялась расстоянию от кончика носа Его Величества до кончика среднего пальца вытянутой в сторону руки. Как только сменился монарх, ярд стал иным — удлинился, так как новый король был более крупного телосложения, чем его предшественник. Затем, при следующей смене короля, ярд снова стал короче. Такие частые изменения единицы длины вносили путаницу. По другим версиям ярд — окружность талии монарха или длина его меча. Король Генрих I (1100—1135) узаконил в 1101 г. постоянный ярд и приказал изготовить из вяза эталон. Этим ярдом в Англии пользуются до сих пор (длина его равна 0,9144 м). Ярд делился на 2, 4, 8 и 16 частей, называемых соответственно полуярд (англ. half a yard), четверть (англ. quarter), палец (англ. finger) и ноготь (англ. nail).
Было предпринято несколько попыток стандартизации величины ярда, таким образом в разное время ярд имел разную длину. Современный ярд является компромиссом между британским и американским стандартами и откалиброван с привязкой к метру.